# Gabriel Abreu Castaño
Gabriel Abreu Castaño (Madrid, 1834-1881) Músico y compositor español. 

## Biografía
Aquejado de ceguera, desarrolló un método de lectoescritura y un aparato para escribir música para invidentes, en el cual se utilizan puntos en relieve, publicando un ensayo dedicado al mismo en 1856. Este método no obtuvo repercusión, por lo que Abreu decidió aplicar a la música el sistema Braille.
Gabriel Abreu es autor de diversas obras para piano, coros y orquesta. Fue padre de Gabriel Abreu Barrera, arquitecto. Tiene calle, en Madrid, dedicada con su nombre, en Fuente del Berro, donde residió el también compositor José Padilla Sánchez.